# Kaito Kuwahara
Kaito Kuwahara (jap. 桑原 海人, Kuwahara Kaito; * 5. Oktober 2000 in Fukuoka, Präfektur Fukuoka) ist ein japanischer Fußballspieler.

## Karriere
Kaito Kuwahara erlernte das Fußballspielen in der Jugendmannschaft von Avispa Fukuoka. Hier unterschrieb er 2019 auch seinen ersten Profivertrag. Der Verein aus Fukuoka spielte in der zweiten japanischen Liga, der J2 League. 2019 kam er in der zweiten Liga nicht zum Einsatz. Sein Zweitligadebüt gab er am 30. September 2020 im Heimspiel gegen den Tochigi SC. Hier stand er in der Startelf und spielte die kompletten 90 Minuten. Ende der Saison wurde er mit dem Verein Vizemeister und stieg in die erste Liga auf. Ende August 2021 wurde er vom Zweitligisten Renofa Yamaguchi FC ausgeliehen. Bis Ende 2022 bestritt er 18 Ligaspiele. Nach der Ausleihe kehrte er zu Avispa zurück. Hier wurde sein Vertrag jedoch nicht verlängert. Im Februar 2023 verpflichtete ihn der Japan Football LeagueViertligist Suzuka Point Getters. Hier stand er zwei Spielzeiten unter Vertrag und absolvierte 42 Ligaspiele. 

## Erfolge
Avispa Fukuoka
- Japanischer Zweitligavizemeister: 2020  ▲